# Argyra currani
Argyra currani är en tvåvingeart som beskrevs av Van Duzee 1925. Argyra currani ingår i släktet Argyra och familjen styltflugor. Inga underarter finns listade i Catalogue of Life.